# Ohrobec
Ohrobec (deutsch Ohrobetz) ist eine Gemeinde im Okres Praha-západ, Tschechien. Sie liegt in 355 m ü. M. 15 Kilometer südlich des Stadtzentrums von Prag. Die Fläche der Gemeinde beträgt 4,34 km².

## Geschichte
Die erste urkundliche Erwähnung des Ortes entstammt dem Jahr 1356.

## Ortsgliederung
Für die Gemeinde Ohrobec sind keine Ortsteile ausgewiesen.

## Sehenswürdigkeiten
- Glockenhaus in Ohrobec